# أجلي
أجلي، (بالإنجليزية: Agliè)‏، (بالإيطالية: Ajé)‏، هي بلدية في مدينة تورينو الحضرية، في منطقة بيمنتة الإيطالية، وتقع على بعد حوالي 35 كيلومتر شمال تورينو.

## السكان
في سنة 1861 بلغ عدد السكان 3٬945 نسمة، وتطور العدد ليصل في سنة 2011 لـ 2٬644 نسمة.
يظهر هذا المخطط البياني تطور النمو السكاني لـ أجلي